# Racing Team Nederland
Racing Team Nederland est une écurie de sport automobile, fondée en 2016 par l'homme d'affaires et entrepreneur néerlandais Frits van Eerd, propriétaire de la chaine de supermarché Jumbo, et le pilote de course néerlandais, vainqueur des 24 heures du Mans 1988, Jan Lammers.

## Histoire

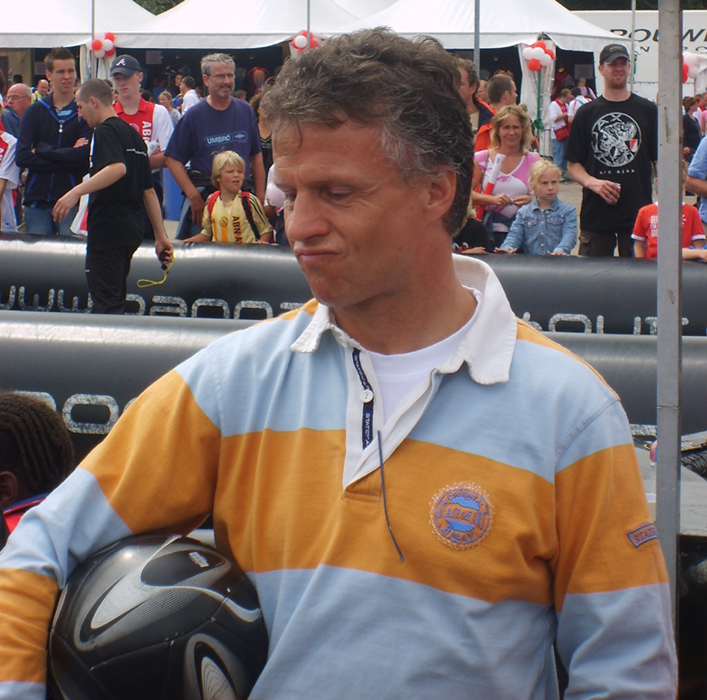
Jan Lammers

En 2001, en parallèle de sa carrière de pilote, Jan Lammers crée Racing for Holland. Grâce à cette structure, il a pu engager des Dome S101 Judd en Championnat FIA des voitures de sport et en Le Mans Series. D’ailleurs, en 2002 et 2003, Racing for Holland est sacré champion en Championnat FIA des voitures de sport. Le Hollandais présente également sa Dome S101 Judd aux 24 Heures du Mans entre 2001 et 2007 avec, comme meilleur résultat, une 6e place au classement général pour l’équipage Jan Lammers / Andy Wallace / John Bosch. L’équipe a aussi participé à l’A1 Grand Prix sous le nom d’A1 Team The Netherlands.

Le projet Racing for Holland avait été rendu possible grâce à Frits van Eerd, le propriétaire de la chaîne de supermarchés néerlandaise, Jumbo. Lorsque l’équipe s’arrête, Jan Lammers promet à Frits van Eerd qu’un jour ils feront les 24 Heures du Mans ensemble. Ce sera le cas en 2017 grâce au Racing Team Nederland, dont il est propriétaire.

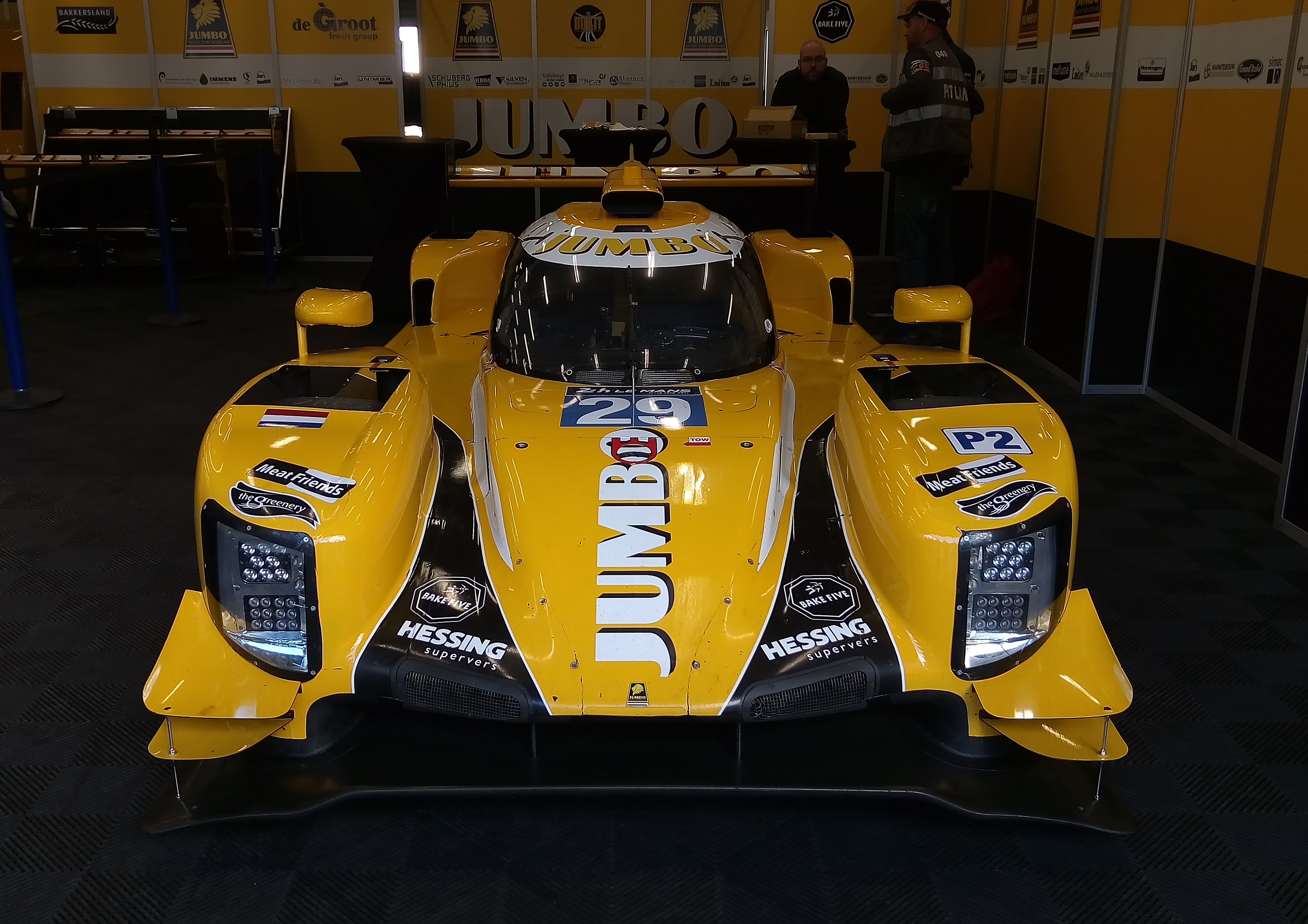
Racing Team Nederland - Dallara P217

Racing Team Nederland engage cette année une Dallara P217 en European Le Mans Series. Pour se familiariser avec sa nouvelle monture, l’écurie a organisé des essais à Magny-Cours début novembre 2016, puis sur le circuit de Sebring, en Floride. Frits van Eerd apprécie tout particulièrement le comportement de la voiture. Avant de prendre la direction de Monza, pour les Essais Officiels de la saison 2017, l’écurie néerlandaise a fait sa soirée de présentation officielle en présence de Jan Lammers et Frits van Eerd. Lors de la première manche de l’ELMS 2017, à Silverstone (Grande-Bretagne), le duo ne se classe que 18e au classement général (11e en LMP2). Un mois plus tard, en Italie, sur le circuit de Monza, les deux hommes continuent de progresser et se classent 10e de la course et de leur catégorie. Pour les 24 Heures du Mans, Rubens Barrichello rejoint l'équipe et la semaine mancelle se conclut par une 13e place au général. De retour à l'European Le Mans Series, l'équipe se déplace au Red Bull Ring en Autriche où ils se classèrent 7e. A la fin du mois d'Aout, l'écurie est de nouveau en France mais maintenant sur le Circuit du Castellet. Bien que ce week end a vu la première victoire en LMP2 pour la Dallara P217, il ne fut pas couronné de succès pour l'équipage de la N°2 car il se conclut par une 11e place. Pour le mois de Septembre, l'European Le Mans Series se déplaça sur l'un des circuits les plus appréciés par les pilotes, le Circuit de Spa-Francorchamps. Malheureusement, le résultat y fut assez proche des précédents, et nos deux pilotes finirent à la onzième place. Pour la dernière manche de la saison, le Racing Team Nederland se déplaça au Portugal et pour cette dernière course, une 8e place fut décrochée. 

L'écurie dispose de deux châssis Dallara P217.
Le soutien technique de Racing Team Nederland, il sera assuré par Dayvtec.

En décembre 2017, l'écurie annonce son engagement en Championnat du monde d'endurance FIA pour la saison 2018-2019 en LMP2. Giedo van der Garde sera l'un des trois pilotes du Racing Team Nederland dans le Championnat du Monde d'Endurance 2018/19 de la FIA.

## Résultats en compétition automobile

### Résultats en championnat du monde d'endurance FIA
| Année   | Classe | no | Voiture      | Pneus | 1      | 2      | 3     | 4      | 5      | 6     | 7      | 8      | Total | Pos. |
| ------- | ------ | -- | ------------ | ----- | ------ | ------ | ----- | ------ | ------ | ----- | ------ | ------ | ----- | ---- |
| 2018-19 | LMP2   | 29 | Dallara P217 | M     | SPA 28 | LMS 11 | SIL 8 | FUJ 21 | SHA 31 | SEB 9 | SPA 12 | LMS 27 | 14    | 21e  |
| 2019-20 | LMP2   | 29 | Oreca 07     | M     | SIL 3  | FUJ 1  | SHA 5 | BAH 5  | CAM 5  | SPA 3 | LMS 6  | BAH 3  | 130   | 4e   |
| 2021    | LMP2   | 29 | Oreca 07     | G     | SPA 4  | POR 10 | MNZ 3 | LMS 6  | BHR 5  | BHR 6 |        |        | 67    | 6e   |

### Résultats aux 24 Heures du Mans
| Année | Classe | no | Pilotes                                           | Voiture      | Pneus | Tours | Pos. | Cat. |
| ----- | ------ | -- | ------------------------------------------------- | ------------ | ----- | ----- | ---- | ---- |
| 2017  | LMP2   | 29 | Rubens Barrichello Jan Lammers Frits van Eerd     | Dallara P217 | D     | 344   | 13e  | 11e  |
| 2018  | LMP2   | 29 | Giedo van der Garde Jan Lammers Frits van Eerd    | Dallara P217 | M     | 356   | 11e  | 7e   |
| 2019  | LMP2   | 29 | Giedo Van der Garde Frits van Eerd Nyck de Vries  | Dallara P217 | M     | 340   | 27e  | 15e  |
| 2020  | LMP2   | 29 | Frits van Eerd Giedo van der Garde Nyck de Vries  | Oreca 07     | M     | 349   | 19e  | 15e  |
| 2021  | LMP2   | 29 | Frits van Eerd Giedo van der Garde Job van Uitert | Oreca 07     | G     | 356   | 16e  | 11e  |

### Résultats en European Le Mans Series
| Année | Classe | no | Voiture      | Pneus | SIL | MON | RBR | LEC | SPA | POR | Total | Pos. |
| ----- | ------ | -- | ------------ | ----- | --- | --- | --- | --- | --- | --- | ----- | ---- |
| 2017  | LMP2   | 29 | Dallara P217 | D     | 11  | 10  | 7   | 12  | 11  | 8   | 12.5  | 11e  |

### Résultats en WeatherTech SportsCar Championship
| Année | Classe | no | Châssis  | Moteur                     | 1   | 2   | 3     | 4   | 5   | 6     | 7   | 8   | 9 | 10 | 11 | Classement | Points |
| ----- | ------ | -- | -------- | -------------------------- | --- | --- | ----- | --- | --- | ----- | --- | --- | - | -- | -- | ---------- | ------ |
| 2022  | LMP2   | 29 | Oreca 07 | Gibson GK428 4,2 l V8 Atmo | DAY | DAY | SEB 2 | LGA | MOH | WGL 3 | ELK | ATL |   |    |    | 676        | 7e     |
| 2022  | LMP2   | 29 | Oreca 07 | Gibson GK428 4,2 l V8 Atmo | Q 6 | R 2 | SEB 2 | LGA | MOH | WGL 3 | ELK | ATL |   |    |    | 676        | 7e     |

## Pilotes
- Rubens Barrichello (2017)
- Paul-Loup Chatin (2021)
- Giedo van der Garde (2018 - 2022)
- Jan Lammers (2017 - 2018)
- Frits van Eerd (2017 - 2022)
- Dylan Murry (2012)
- Rinus VeeKay (2022)
- Nyck de Vries (2018 - 2021)
- Job van Uitert (2019 - 2021)